# Абариновы
Абариновы (Обориновы, Обариновы, Обарины) — древний русский дворянский род.
При подаче документов (20 ноября 1686) внесения рода в Бархатную книгу, была предоставлена родословная роспись Обариных.
Род внесён в дворянскую родословную книгу Тульской и Воронежской губерний.

## Происхождение и история рода
Род литовского происхождения. Захар и Данил Григорьевич владели поместьем в Тверском уезде и служили великому князю Ивану IV Васильевичу Грозному (1540), Захар Григорьевич зачислен в состав московского дворянства (1550), а Даниил Григорьевич упоминается, как поручитель по боярину Ивану Петровичу Яковлеве (1565), посол в Данию (1575). Григорий Каурович служил по Кашире (1556). В последней четверти XVI века Обарины владели поместьями в Каширском уезде.
Исаак Тимофеевич владел поместьем в Рязанском уезде (1616). Данила Исаевич служил в детях боярских по Воронеже (1621). Одна из ветвей рода в середине XVII века владела поместьями в Новосильском уезде. Владимир Иванович,  Дивий Никитич и Артемий Савельевич погибли под Смоленском (1634). Авил и Парамон Григорьевичи служили в городовых дворянах по Кашире (1648). Матвей Владимирович владел поместьем в Тверском уезде (1690).
Один представитель рода владел населённым имением (1699).

## Известные представители
- Обаринов Василий Иванович — стряпчий (1692), стольник, помещик Тверского уезда.
- Обаринов Иван Афанасьевич — стольник (1692)[5].
- Абаринов Иван Александрович, полковник, действительный статский советник. Директор Санкт-Петербургской Градской тюрьмы (до 1823 г. -  Литовский тюремный замок)
- Абаринова Антонина Ивановна (1842-1901) - российская оперная певица (контральто, впоследствии меццо-сопрано) и драматическая актриса.